# 점유보조자
점유보조자(占有補助者)란 가사상·영업상 기타 유사한 관계에 의하여 타인 점유주의 지시를 받아 물건에 대한 사실상의 지배를 하는 자를 뜻한다. 대한민국 민법 제195조에 규정되어 있다.

## 의의
점유보조자는 점유자로 인정되지 않는데, 그 이유는 그에게 점유권을 주어 보호할 만한 이익이 적고 이를 보호할 경우 점유질서에 혼란이 오기 때문이다. 점유보조자는 물건에 대한 사실적 지배를 행사할 뿐, 점유자가 아니므로 점유권을 취득하지 못하며 점유주(占有主, 점유보조자를 통해 점유하는 자)만이 점유권자이다.  예컨대, 상점의 점원 · 가정부 · 은행의 출납원 · 공장의 근로자 · 공무집행중의 공무원 등은 점유보조자로서 물건에 대한 사실상의 지배를 하고 있더라도 점유자가 아니며, 상점 주인 · 집 주인 · 은행 · 공장주 · 국가 등이 점유자이다.점유보조자는 점유보호청구권을 행사할 수 없고 점유보호청구권의 상대방이 되지도 못한다. 다만 점유주를 위하여 자력구제권을 행사할 수는 있다.

## 조문
가사상, 영업상 기타 유사한 관계에 의하여 타인의 지시를 받아 물건에 대한 사실상의 지배를 하는 때에는 그 타인만을 점유자로 한다.

## 요건
1. 타인의 지시를 받아 물건에 대한 사실상의 지배를 하는 관계
2. 점유보조관계의 원인 불문, 유효 여부 불문
3. 자기물건에 대한 점유보조자가 될 수 있다.
4. 점유보조관계를 외부로부터 인식할 수 있어야 할 필요는 없다.

## 같이 보기
- 대한민국 민법 제195조 점유보조자